# رواندا-أوروندي
رواندا-أوروندي كانت أراضي بلجيكا تحت ولاية عصبة الأمم وبعد ذلك إقليمًا تابعًا للأمم المتحدة، بين عامي 1924 و 1962 ، وهو العام الذي نشأت فيه الدول المستقلة في رواندا وبوروندي.
تم ضم ممالك رواندا وبوروندي بواسطة ألمانيا النازية إلى جانب دول أخرى في منطقة البحيرات الكبرى الأفريقية، في أواخر القرن التاسع عشر وأوائل القرن العشرين. على الرغم من أنهم ينتمون إلى شرق إفريقيا الألمانية ، إلا أن الوجود الألماني في المنطقة كان ضئيلًا.
خلال الحرب العالمية الأولى تم احتلال المنطقة من قبل قوات من الكونغو البلجيكية في عام 1916. قسمت معاهدة فرساي شرق إفريقيا الألمانية، لتمرير معظم الأراضي المعروفة باسم تنجانيكا والتي انتهى بها الأمر إلى أيدي بريطانيا العظمى، في حين أن الجزء الغربي يتوافق مع بلجيكا. كان هذا الجزء معروفًا رسميًا باسم الأراضي البلجيكية المحتلة في شرق إفريقيا. في عام 1924 أصبحوا رواندا - أوروندي، عندما أصدرت عصبة الأمم ولاية رسمية تضمن السيطرة الكاملة على المنطقة.
كان الوجود البلجيكي في الإقليم أكبر بكثير من الوجود الألماني، خاصة في رواندا. على الرغم من أنه وفقًا لقواعد الولاية، كان على بلجيكا المساهمة في تنمية المناطق وإعدادهم للاستقلال، إلا أن البلجيكيين استغلوا الإقليم اقتصاديًا، وحصلوا على مزايا للعاصمة. كانت زراعة البن واحدة من الأنشطة الاقتصادية الرئيسية.
لتطبيق نظامهم، استخدم البلجيكيون هيكل السلطة الأصلي، الذي كان يتكون من طبقة حاكمة التوتسي التي حكمت معظم سكان الهوتو. كان المسؤولون البلجيكيون يؤمنون بالنظريات العنصرية في ذلك الوقت وكانوا مقتنعين بأن التوتسي كانوا متفوقين من الناحية العرقية. بينما قبل الاستعمار، لعب الهوتو دورًا مهمًا في الحكومة، إلا أن البلجيكيين قاموا بتبسيط الأمر من خلال تقسيم المجتمع على أسس عرقية. تحول الغضب من القمع والحكم السيئ إلى النخبة التوتسي بدلاً من القوة الاستعمارية البعيدة. سيكون لهذه الانقسامات أهمية كبرى بعد عقود من الاستقلال.
بعد تفكك عصبة الأمم، أصبحت المنطقة من أقاليم الأمم المتحدة المشمولة بالثقة في عام 1946. وشمل ذلك الوعد البلجيكي بإعداد مناطق الاستقلال، على الرغم من اعتقادهم أن الأمر سيستغرق عقودًا لتكون جاهزة للحكم الذاتي.
جاء الاستقلال إلى حد كبير بسبب الأحداث التي وقعت في مناطق أخرى. في الخمسينيات من القرن الماضي، ظهرت حركة من أجل الاستقلال في الكونغو البلجيكية، وكانت بلجيكا مقتنعة بأنها لم تعد قادرة على السيطرة على الإقليم. في عام 1960 ، حصلت أكبر جار لرواندا - أوروندي على الاستقلال. بعد عامين من الاستعدادات، وصلت المستعمرة إلى الاستقلال في 1 يوليو 1962 ، مقسمة إلى رواندا وبوروندي. استغرق الأمر عامين أطول لكل منهما أن يكون لهما حكومة منفصلة تمامًا.